# Dev-C++
Dev-C++是一套用於開發C/C++（C++11）的自由的集成开发环境（IDE），並以GPL作為散佈許可。使用MinGW及GDB作為編譯系統與除錯系統。Dev-C++的IDE是利用Delphi開發的。
Dev-C++是一個SourceForge的計畫，是由Colin Laplace這位程式設計師及其公司Bloodshed Software所開始的。目前Dev-C++一般用於撰寫執行於Microsoft Windows的程式。Dev-C++一度有移植到Linux的計畫，但目前被暫停了。
Bloodshed Dev-C++是一款全功能的C和C++编程语言的集成开发环境（IDE）。它使用的GCC MinGW或TDM-GCC的64位版本作为它的编译器。DEV-C++也可以使用Cygwin或任何其他基于GCC编译器组合使用。

## 功能
Dev-C++是一个轻量级C/C++集成开发环境，兼容C++98/C++11/C++14标准。其中包括有多页面窗口、工程编辑器以及调试器等。它集合了编辑器、编译器和连接器，提供语法高亮，还有多样的调试功能。这款软件可在教学中供 C/C++语言初学者，或者非商业级普通开发者使用。
多国语言版中包含简繁体中文语言界面及技巧提示，还有英语、俄语、法语、德语、意大利语等二十多个国家和地区语言可以选择。

### 优点和缺点
Dev-C++与其他C/C++集成开发环境相比的优点有功能简洁，便于使用。
例如：
- 它集成了AStyle源代码格式化工具，只要点击菜单“AStyle”下的“ 格式化当前文件”，就可以把当前窗口中的源代码迅速转换成指定风格。
- 它提供了一些常用的源代码片段，只要点击“插入”按钮就可以选择性地插入常用源代码片段。
- 支持单文件开发和多文件项目开发。可以针对单文件（无需建立项目）进行编译或调试。

Dev-C++ 的缺点是它并没有完善的可视化开发功能，所以不适用于开发图形化界面的软件。

### Devpak
Dev-C++的用户可以下载额外的库或代码包，增加开发C++的范围和功能，如图形，压缩，动画，声音支持等等。用户可以创建Devpaks并免费收录在该网站上。另外，它们并不限于在Dev-C++中使用。该网站说，“一个典型的devpak将与任何MinGW的版本（以及MinGW的IDE）配合使用”。

## 开发状态
最早的DEV-C++版本在1998年被发布。该项目已不再明显活跃，从2005年2月22日开始至2011年6月，Dev-C++的官方网站一直沒有再发出新消息或是释放新版本，说明Dev-C++的开发已经进入了迟滞状态。2006年，Dev-C++主要开发者Colin Laplace曾经对此作出了解释：“因忙于现实生活的事务，沒有時間继续Dev-C++的开发。”2011年，Bloodshed公司发布了 DEV-C++ v4.9.9.2后停止开发。

## 衍生版本
- wxDev-C++：由Colin Laplace领衔开发，加入了基于WxWidgets的RAD（快速应用程序开发）环境，可以在窗体设计器中实现对话框、框架等的可视化开发，功能类似于Delphi。[5]

- Orwell Dev-C++：由Orwell领衔开发。2011年6月30日，Orwell释放出非官方版本的Dev-C++ 4.9.9.3版[6]，加入了更新的GCC 4.5.2編譯器、Windows的軟體開發套件（支援Win32以及D3D），修正了許多錯誤，改善了穩定度。同年8月27日，在官方更新最后一个測試版4.9.9.2的六年後，Orwell释放出非官方版本的Dev-C++ 5.0.0.0版[7]。從5.0.0.5版起，Orwell Dev-C++在SourceForge安家落户。2016年发布了最终版本 v5.11之后停止更新。[8]

- 小熊猫Dev-C++：由royqh1979在Orwell Dev-C++停止更新后，继续升级和维护的版本，中文支持更加完善，在编辑、调试和代码补全等方面也有众多改进，最新版本为2021年8月发布的6.7.5版。[9]
  - 小熊猫C++：曾用名小熊猫Dev-C++ 7。由royqh1979使用Qt重新开发，在保留小熊猫Dev-C++ 6原有功能的基础上，提供了试题集与OJ支持、高分辨率支持、Linux版本等新的改进。[10]
- 小龙Dev-C++：由中国开发者小龙软件（原名斑竹软件）于2020年着手继续开发。[11]最新版本为2021年11月发布的5.16版。此分支版本对工具栏界面上进行了现代化的改进，调整了工具栏按钮布局，并且添加了一些与编程密切相关的新功能，例如：插入空白main程序，保存文件时自动调用AStyle对源程序进行排版格式，编译出错信息自动翻译为中文等。

- Embarcadero Dev-C++，由目前Delphi的廠商Embarcadero Technologies於2020年建立的開源衍生版本。支援到C++17與部分的C++20，與支援Unicode，目前到6.3版(2021年1月30日)。[12]